# Moyale (Etiopia)
Moyale – miasto w Etiopii, w regionie Oromia, przy granicy z kenijskim miastem o tej samej nazwie. Według danych szacunkowych na rok 2015 liczy 41 600 mieszkańców.